# Kumba Iron Ore
Kumba Iron Ore ist ein Bergbauunternehmen in Südafrika. Es ist der fünftgrößte Eisenerzproduzent der Welt und der größte in Afrika.

## Geschichte

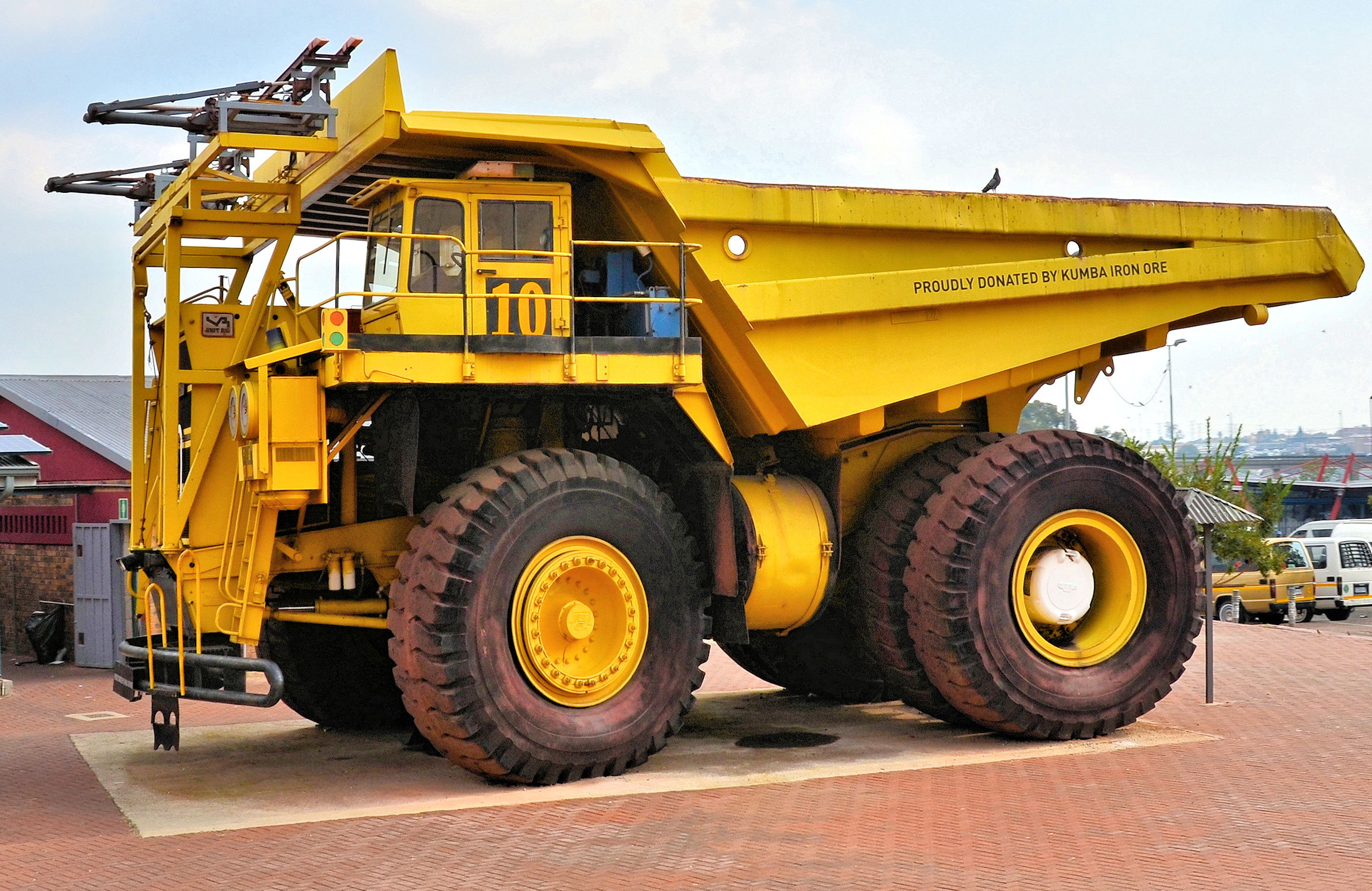
Unit Rig Mark 36 von Kumba Iron Ore, der nach mehr als 20 Jahren Dienstzeit von den Eisenerzabbaugebieten der Sishen Mine in den Ruhestand versetzt wurde und nun in Ferreirasdorp, Johannesburg ausgestellt ist

Kumba Iron Ore ist der Nachfolger von Kumba Resources, das 2001 an der Johannesburger Wertpapierbörse (JSE) notiert wurde. Kumba Resources wurde im November 2006 umstrukturiert, als das Schwermineraliengeschäft in das neu gegründete Unternehmen Kumba Iron Ore und das Kohlegeschäft in Exxaro Resources ausgegliedert wurde.
Kumba Iron Ore Ltd. wurde am 20. November 2006 mit einer Marktkapitalisierung von 36 Mrd. R an der JSE notiert.
63,7 % der Aktien sind im Besitz von Anglo American.